# Metaporus orientalis
Metaporus orientalis is een keversoort uit de familie waterroofkevers (Dytiscidae). De wetenschappelijke naam van de soort is voor het eerst geldig gepubliceerd in 2003 door Toledo & Hosseinie.